# Kýčera (806 m)
Kýčera (806 m) – szczyt na Pogórzu Orawskim (słow. Oravská vrchovina) na Słowacji. Wznosi się po południowej stronie wsi Zamki Orawskie (Oravský Podzámok). Stoki zachodnie i północne opadają do doliny rzeki Orawa, północno-wschodnie do dolinki potoku Pribiš.
Nazwa Kýčera, także jako Kičora, a w języku polskim Kiczera, Kiczora Kiczura, Kiczara itp. jest pochodzenia wołoskiego. Wzniesień o tej nazwie jest wiele, nie tylko na Słowacji, ale również w całych Karpatach. Zazwyczaj określeniem tym nazywano lesistą górę.
Bardziej strome stoki zachodnie, Północne i wschodnie Kýčery są porośnięte lasem, łagodne stoki południowo-zachodnie i rejon przełęczy między Kýčerą i szczytem Turikov Žiar pokrywają łąki. Podnóżem zachodnim i północno-zachodnim biegnie linia kolejowa i droga ekspresowa R3. Przez Kýčerę nie prowadzi żaden szlak turystyczny.